# Perigonia passerina
Perigonia passerina är en fjärilsart som beskrevs av Jean Baptiste Boisduval 1875. Perigonia passerina ingår i släktet Perigonia och familjen svärmare. Inga underarter finns listade i Catalogue of Life.